# Philodendron prominulinervium
Philodendron prominulinervium är en kallaväxtart som beskrevs av Thomas Bernard Croat. Philodendron prominulinervium ingår i släktet Philodendron och familjen kallaväxter. Inga underarter finns listade.